# 普拉托鎮區 (愛荷華州蘇縣)
普拉托鎮區（英語：Plato Township）是位於美國愛荷華州蘇縣的一個行政鎮區。

## 地方資料
根據2010年美國人口普查的數據，普拉托鎮區的面積為92.38平方千米，當中陸地面積為92.35平方千米，而水域面積為0.03平方千米。當地共有人口505人，而人口密度為每平方千米5.47人。